# Tử thần cưỡi ngựa
Tử thần cưỡi ngựa (tiếng Ý: Da uomo a uomo / Như người với người, tiếng Anh: Death rides a horse) là một phim Viễn Tây do Giulio Petroni đạo diễn, xuất phẩm ngày 31 tháng 08 năm 1967 tại Ý.

## Nội dung
Tên bợm Bill mang bên mình hồi ức về vụ cha bị sát hại, còn mẹ và chị bị hiếp dâm đến chết chừng 15 năm trước. Y đặt mục phiêu trở thành tay súng bách phát bách trúng để đi tìm bọn sát nhân. Bill nhớ kĩ được đặc điểm của 4 tên, ngoại trừ tên thứ 5 và cả người đã bế y thoát đám cháy nhà.
Trên hành trình trả thù, Bill gặp Ryan - kẻ vừa được phóng thích vì án tù cách đây 15 năm, mà thực ra Ryan hàm oan. Mặc dù ngờ Ryan là sát thủ thứ 5, nhưng Bill vẫn chưa mưu cầu trả đũa.
Bill và Ryan cứ lòng vòng khắp hang cùng ngõ hẻm Viễn Tây để diệt dần bọn sát nhân, nhưng mãi chỉ được 4 tên.
Trong trận quyết đấu, Ryan bất thần rút dao ném về phía Bill, nhưng chỉ để hạ tên thứ 5. Tới lượt Bill bắn súng về phía Ryan, nhưng chỉ để hạ một kẻ bắn lén, đồng thời ngỏ ý cảm ơn Ryan. Sau đó, Ryan lên ngựa bỏ đi.

## Kĩ thuật
Phim quay chủ yếu tại Granada và Almería tháng 11 năm 1966.

### Sản xuất
- Thiết kế: Franco Bottari
- Trang trí: Rosa Cristina
- Phục trang: Luciano Sagoni, Enzo Bulgarelli
- Hóa trang: Maurizio Giustini

### Diễn xuất
| - Lee Van Cleef as Ryan - John Phillip Law as Bill Meceita | - Mario Brega as One-Eye, Walcott henchman in waistcoat - Luigi Pistilli as Walcott - Anthony Dawson as Burt Cavanaugh/Manina - Jose Torres as Pedro - Franco Balducci as Lyndon City sheriff - Bruno Corazzari as Walcott bartender - Felicita Fanny as Martita - Ignazio Leone as Minister - Carlo Pisacane as Holly Spring station master - Angelo Susani as Paco - Guglielmo Spoletini as Manuel | - Vivienne Bocca as Bill Meceita's sister - Walter Giulangeli as Mr. Meceita - Elena Hall as Mrs. Meceita - Mario Mandalari as Walcott henchman - Natale Nazareno (c.s.c.) as Member of Pedro's gang - Ennio Pagliani as Walcott henchman - Giovanni Petrucci as Walcott henchman - Romano Puppo as Lyndon City deputy - Richard Watson as bartender - Archie Savage as Vigro | Vai phụ\| Carla Cassola \| Betsy \| \| Nerina Montagnani \| Minister's wife \| \| Nino Vingelli \| Card player \| \| Remo Capitani \| Gold escort member \| \| José Terrón \| Walcott henchman \| \| Jeff Cameron \| Cavanaugh henchman \| |
| Carla Cassola                                              | Betsy | | |
| Nerina Montagnani                                          | Minister's wife | | |
| Nino Vingelli                                              | Card player | | |
| Remo Capitani                                              | Gold escort member | | |
| José Terrón                                                | Walcott henchman | | |
| Jeff Cameron                                               | Cavanaugh henchman | | |

## Hình ảnh

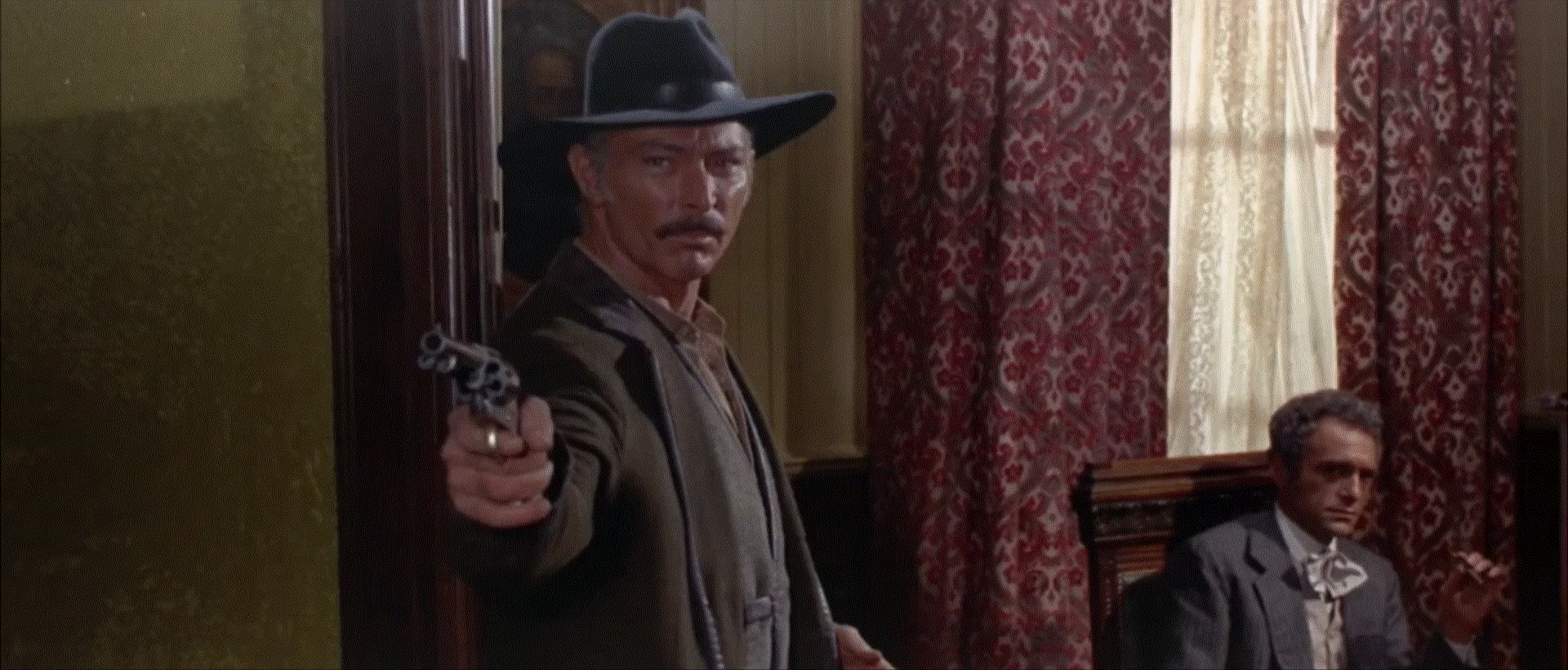
Lee van Cleef
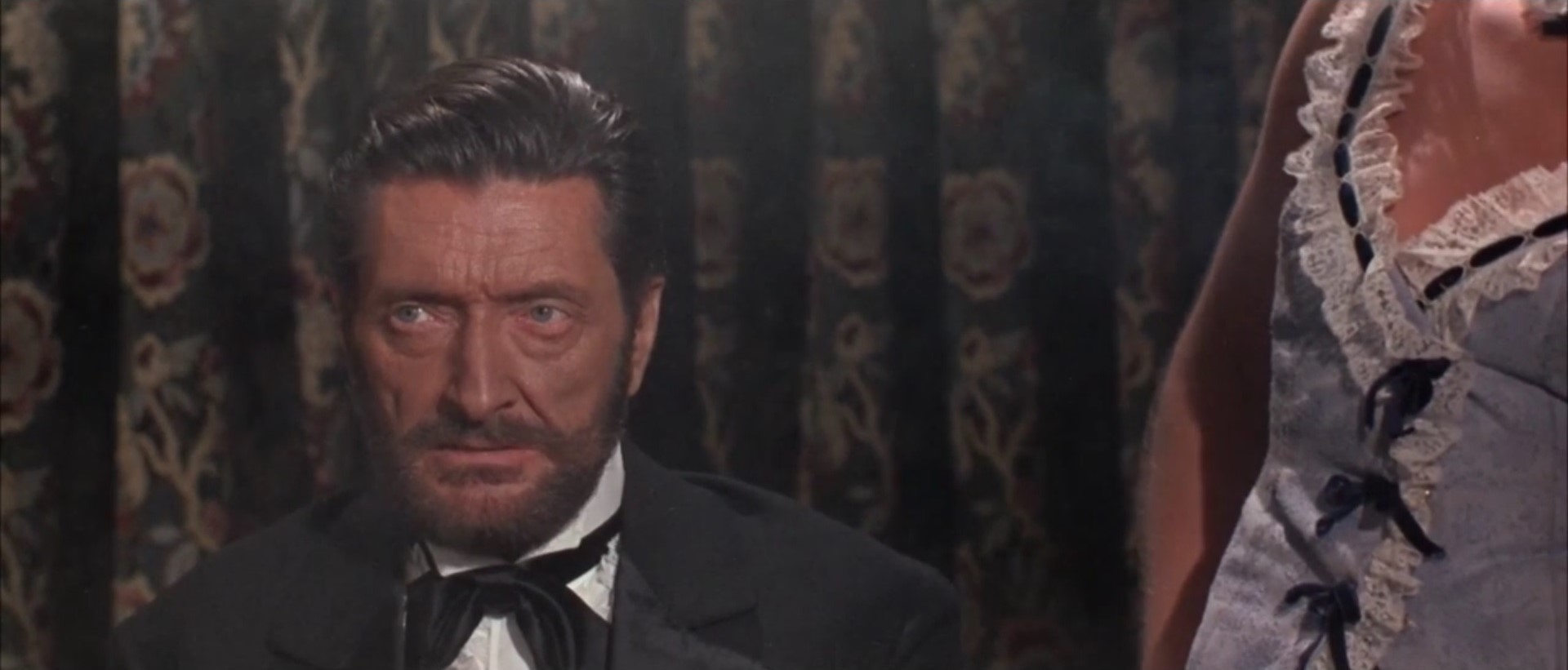
Anthony Dawson
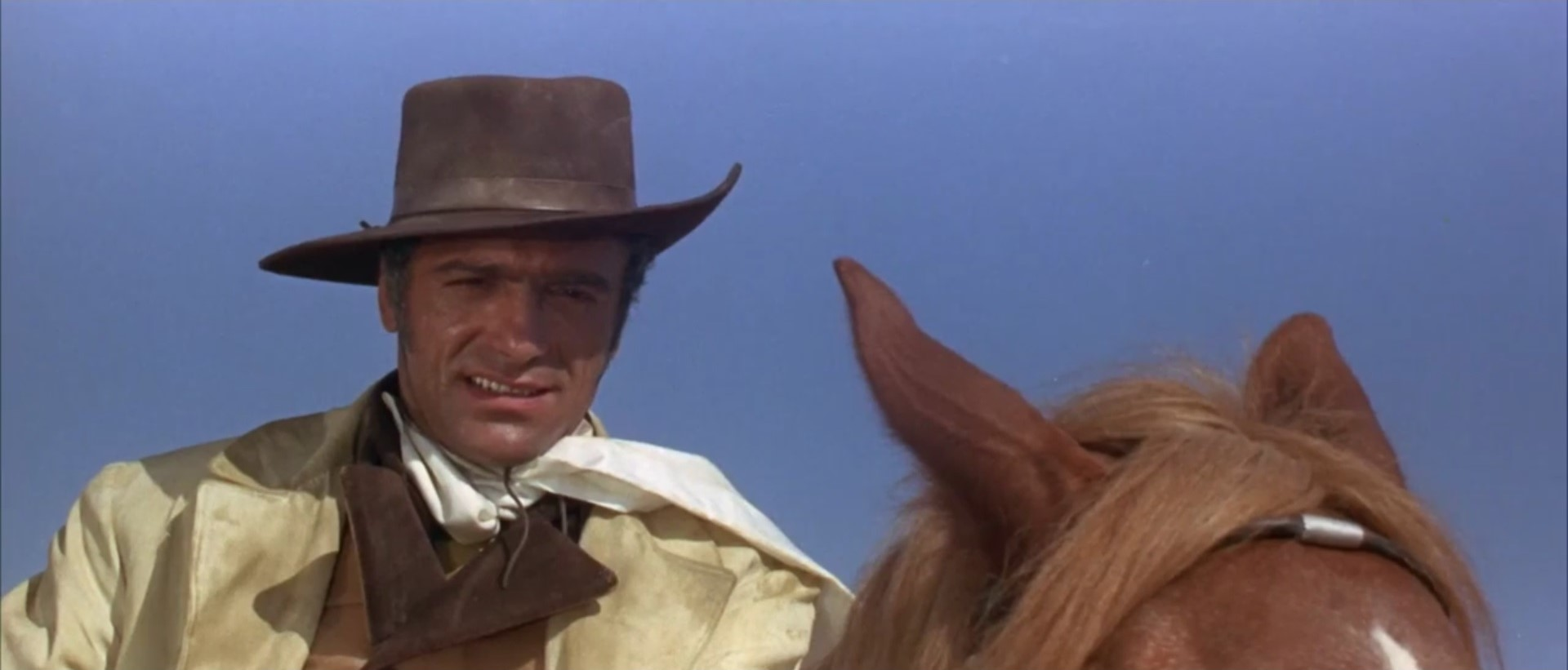
Luigi Pistilli
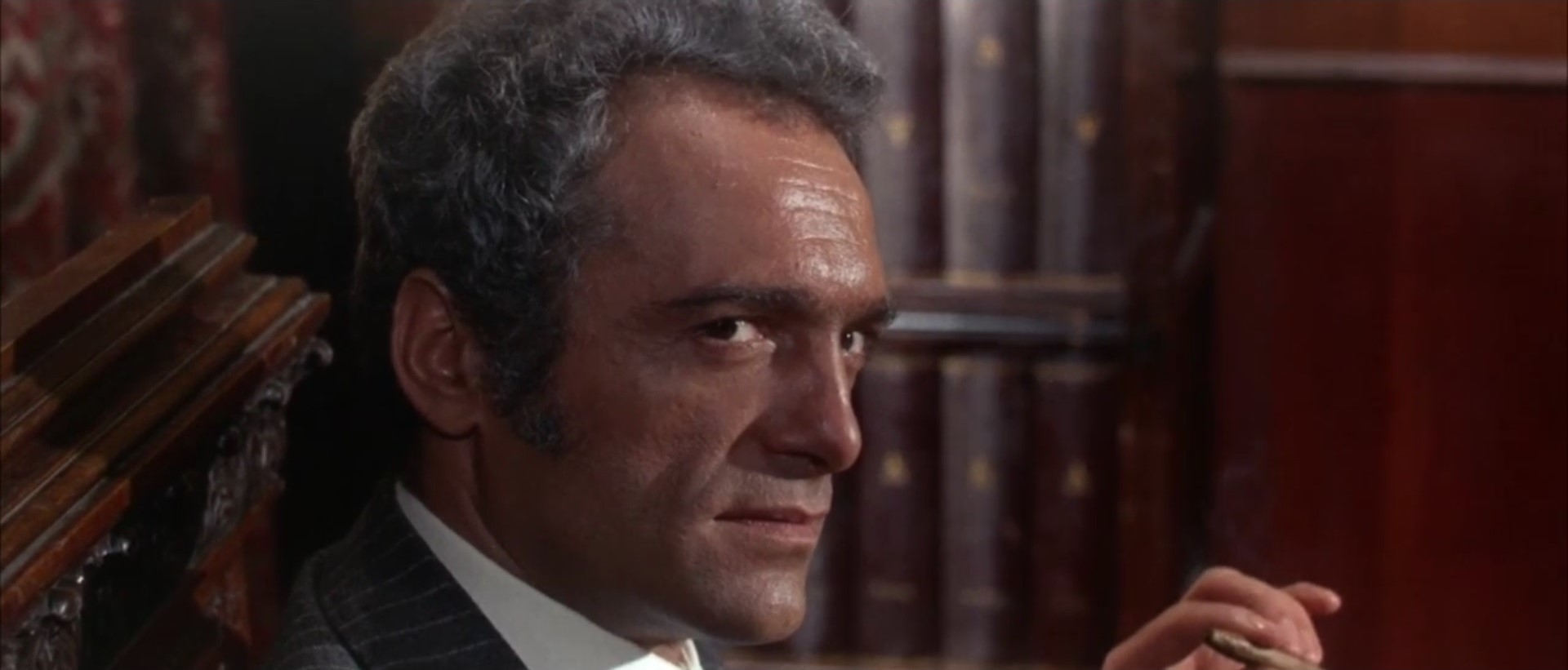
Luigi Pistilli

### Tư liệu
- Tử thần cưỡi ngựa trên Internet Movie Database
- Tử thần cưỡi ngựa tại Rotten Tomatoes
- Tử thần cưỡi ngựa tại AllMovie
- Tử thần cưỡi ngựa tại TCM Movie Database
- Bản mẫu:Internet Archive film (alternative link)